# Gonia crassicornis
Gonia crassicornis är en tvåvingeart som först beskrevs av Fabricius 1794.  Gonia crassicornis ingår i släktet Gonia och familjen parasitflugor. Inga underarter finns listade i Catalogue of Life.